# アレクセイ・コンスタンチノヴィッチ・レベデフ
アレクセイ・コンスタンチノヴィッチ・レベデフ（Alexey Konstantinovich Lebedev、1924年 - 1993年）はロシアのチューバ奏者、教師、チャイコフスキー記念国立モスクワ音楽院教授。

## 生涯
アレクセイ・レベデフは1924年1月9日にリペツク地方、ダンコフに産まれた。彼の父は名誉外科医で、町の病院を管理した。彼の母は中等学校の数学教師であった。彼は1942年に学校を卒業し、陸軍に入隊後、軍の歩兵学校を卒業すると、1943年に前線に送り出され、そこで負傷し手術を受けることとなる。彼は退院すると、モスクワの軍楽隊にて勤務を続ける。モスクワにいる間、彼はサンクトペテルブルク音楽院で音楽理論とチューバの勉強を始めた。除隊後、彼は1945年にチャイコフスキー記念国立モスクワ音楽院のオーケストラでチューバを勉強する。彼は1949年に一年早く優秀な成績で卒業し、音楽院の石碑に名前を刻んだ。1950年から1953年の間には、同音楽院で作曲を学んだ。1953年から亡くなる1993年までモスクワ音楽院の管楽器学部でチューバと金管の室内楽を教える。

### チューバ奏者として
1950年から1966年まで、アレクセイ・レベデフはソロチューバ奏者として、ボリショイ劇場に入団した。彼はT.Dokshizerr, Y.Gundel, V.Polekh, M.Zanalovと共にボリショイ劇場金管クインテットとしてコンサートやレコーディングを行った。K.Kondrashin指揮のモスクワユースオーケストラにてハンガリー(1949年)とオランダ(1955年)でのユースフェスティバルに参加する。

### 教育者として
1950年から1993年まで彼はモスクワ音楽院ではじめは教員(1950年〜1970年)、准教授(1970年〜1986年)を経て、1986年から1993年までは教授として働いた。彼は20年間の間、金管室内楽も教えた。1959年から1974年までは2巻に及ぶ彼自身による曲を含むチューバの教則本を2回に渡り出版した。彼はその時代のロシアの作曲家とも協力することにも努め、教則本への貢献をしてもらった結果、N.Rakov, V.Kikta, K.Volkov, T.Smirnova, V.Strukov, G.Dmitriyev によるオリジナルのチューバの楽曲が作曲されることとなった。これらの作曲家とレベデフによる楽曲はロシア、そして国際的なコンクールのプログラムに組み込まれ、ソロコンサートにて演奏されることとなる。レベデフの音楽院での43年の勤務の間、50人ものチューバ奏者が彼の元から卒業し、彼から金管室内楽を習った者は100人以上にもなる。彼の2人の門下生は連邦の管打楽器奏者の大会で入賞しており、多くの門下生はロシアの数々の有名なオーケストラに入団している。具体的にはY.Larin, A.Kazachenko, V.Gorbenko, S.Tikhonov, A.Filippov, Y.Sobolev, Y.Yefremov, V.Starkovなどが挙げられる。彼らの数人は、ソ連の時代にあった共和国で働いており、モルドバでは、S.Pashetov, Y.Strelchuk, V.Apostol, ウクライナでは、S.Kharlamovが、ベラルーシではN.Yarshevichが有名である。

### 作曲家として
レベデフが作曲を始めた頃はチューバのための曲が数少なかった。彼は学生時代、1947年に「Concert No.1」を、1949年には「Concert Allegro」を作曲した。どちらもピアノとチューバのための曲である。それらは1950年と1956年に出版され、後に数回再出版された。彼はオリジナルの、チューバとピアノのための練習曲や基礎練習曲を作曲し、昔の作曲家やその時代の他の作曲家の作品をチューバのために編曲し、チューバのレパートリーを広げた。1986年にチューバのための「Concert No.2」を作曲し、それは彼の死後、1995年にドイツでホーフマイスター社により出版されることとなる。彼は金管アンサンブルのための作曲や編曲も行っている。
彼の作品の中で特に面白いのが歌曲である。1950年から1970年までの間、彼は60曲以上の歌曲を作曲した。軍隊のための曲から子供向けの曲まで、それらはよくラジオで流され、歌曲集に含まれたりした。
レベデフは音楽界で良く知られることとなり、高く尊敬されていた。1998年には、彼の生涯をかけたチューバに対する貢献に対して、世界チューバ協会により、最も名声のある作曲家として表彰された。

## 代表作
- チューバとピアノ
  - 1947年 「Concert No.1」協奏曲第1番
  - 1949年 「Concert Allegro」演奏会用 アレグロ
  - 1986年 「Concert No.2」協奏曲第2番